# Schismatothele opifex
Espèce
Synonymes
- Epipedesis opifex Simon, 1889
- Psalistops opifex (Simon, 1889)

Schismatothele opifex est une espèce d'araignées mygalomorphes de la famille des Theraphosidae.

## Distribution
Cette espèce est endémique du Venezuela.

## Description
La carapace de la femelle subadulte holotype mesure 7 mm de long sur 6,4 mm.
La femelle  décrite par Mori et Bertani en 2020 mesure 18,51 mm.

## Systématique et taxinomie
Cette espèce a été décrite sous le protonyme Epipedesis opifex par Simon en 1889. Elle est placée dans le genre Psalistops par Raven en 1985 puis dans le genre Schismatothele par Mori et Bertani en 2020.

## Publication originale
- Simon, 1889 : « Arachnides. Voyage de M. E. Simon au Venezuela (décembre 1887-avril 1888). 4e Mémoire. » Annales de la Société Entomologique de France, sér. 6, vol. 9, p. 169-220 (texte intégral).